# Fårabäck
Fårabäck är en småort i Malmö kommun, Skåne län.
August Palm föddes 1849 i Fårabäck. Hans far var folkskollärare på Fårabäcks skola.

## Befolkningsutveckling
| Befolkningsutvecklingen i Fårabäck 2005–2023                                    | Befolkningsutvecklingen i Fårabäck 2005–2023 | Befolkningsutvecklingen i Fårabäck 2005–2023 | Befolkningsutvecklingen i Fårabäck 2005–2023 | Befolkningsutvecklingen i Fårabäck 2005–2023 |
| ------------------------------------------------------------------------------- | -------------------------------------------- | -------------------------------------------- | -------------------------------------------- | -------------------------------------------- |
|                                                                                 |                                              |                                              |                                              |                                              |
| År                                                                              |                                              |                                              | Folkmängd                                    | Areal (ha)                                   |
| 2005                                                                            | 2005                                         |                                              | 53                                           | 11#                                          |
| 2015                                                                            | 2015                                         |                                              | 50                                           | 20#                                          |
| 2020                                                                            | 2020                                         |                                              | 60                                           | 20#                                          |
| 2023                                                                            | 2023                                         |                                              | 86                                           | 23                                           |
| Anm.: Ny småort 2005, upphörde som småort 2010, åter småort 2015. # Som småort. |                                              |                                              |                                              |                                              |